# Han Xiaopeng
Han Xiaopeng (n. 13 decembrie 1983, Pei County⁠(d), Jiangsu, Republica Populară Chineză) este un sportiv ce a reprezentat Republica Populară Chineză, medaliat olimpic. A participat la 2 ediții ale Jocurilor Olimpice (2006, 2010) în care a câștigat o medalie de aur.